# Automeris egeus
Automeris egeus é uma espécie de mariposa do gênero Automeris, da família Saturniidae.

## Ocorrência

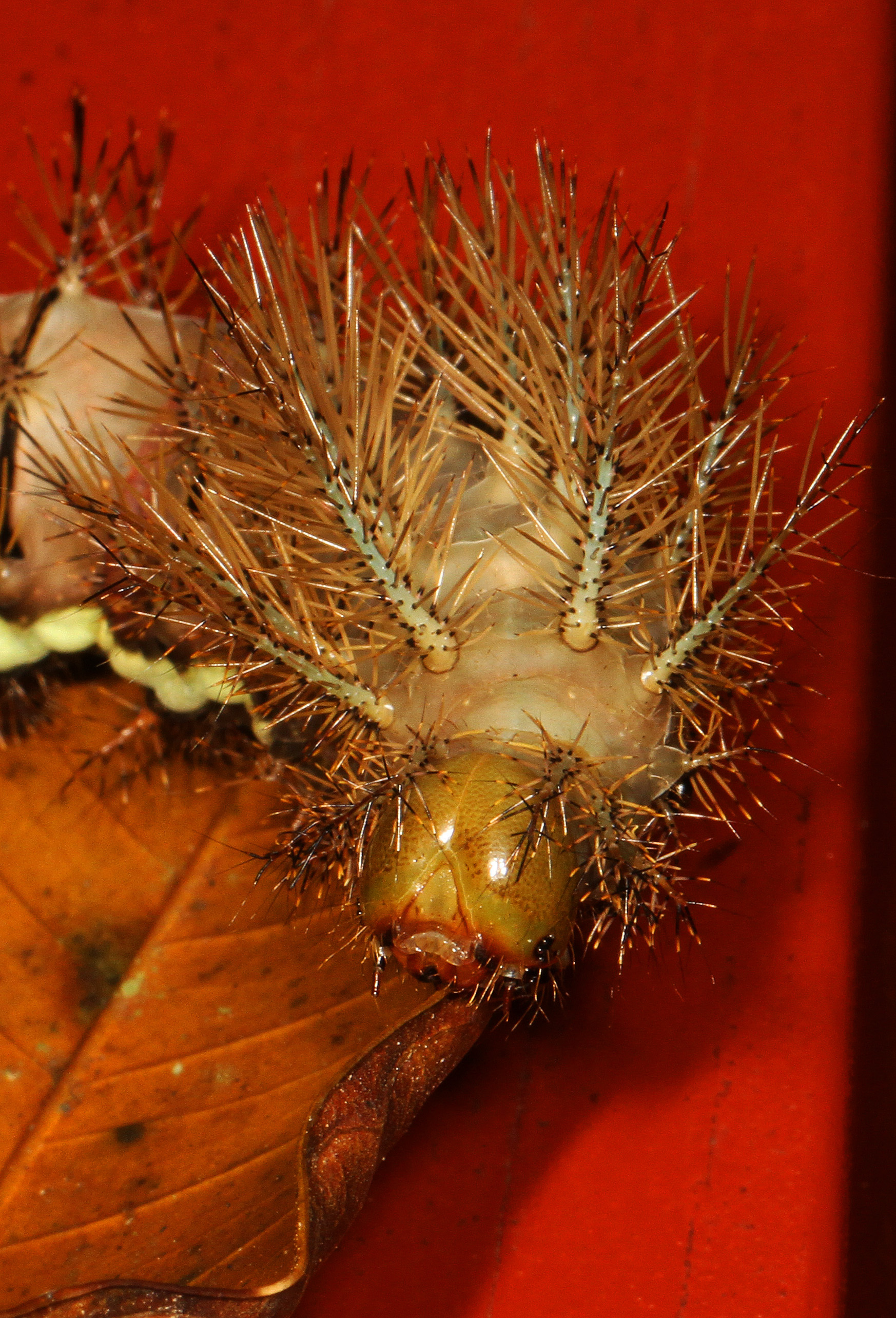
Lagarta da A. egeus, no Belize.

Sua ocorrência foi registrada no Brasil, Bolívia, Equador, Guiana Francesa, Peru e Venezuela.
Além desses países foi registrada ainda no Suriname, Guiana, Trinidad y Tobago e, finalmente, no Paraguai onde foi coletado no Puesto Jejuí Mí da Reserva Natural del Bosque Mbaracayú no departamento de Canindeyú, região de mata atlântica de Alto Paraná; esta ocorrência é considerada uma surpresa pois a região está distante cerca de 900 km da localização mais próxima da espécie, nos estados brasileiros de Mato Grosso e Rio de Janeiro.